# Мирзагандж
Мирзагандж (бенг. মির্জাগঞ্জ, англ. Mirzaganj) — город на юге Бангладеш, административный центр одноимённого подокруга. Площадь города равна 17,61 км². По данным переписи 2001 года, в городе проживало 17 663 человека, из которых мужчины составляли 52,46 %, женщины — соответственно 47,54 %. Плотность населения равнялась 1003 чел. на 1 км².